# Táchira (fiume)
Táchira è un fiume situato nello stato di Táchira, in Venezuela e rappresenta il confine amministrativo con la Colombia.
È attraversato dal Ponte internazionale Simón Bolívar, diventato celebre durante la crisi venezuelana del 2019 sia a causa dell'esodo di venezuelani in Colombia, sia per la sua chiusura da parte di Maduro nel febbraio 2019 per impedire l'ingresso di aiuti umanitari.